# الجذنة (يافع)

تعديل مصدري - تعديل

الجذنة هي إحدى قرى عزلة لبعوس بمديرية يافع التابعة لمحافظة لحج، بلغ تعداد سكانها 74 نسمة حسب تعداد اليمن لعام 2004.